# Mount Manger
Mount Manger ist ein verschneiter Berg im westantarktischen Marie-Byrd-Land. Er ragt 5 km nordwestlich des Mount Josephine in den Alexandra Mountains auf der Edward-VII-Halbinsel auf.
Teilnehmer der ersten Antarktisexpedition (1928–1930) des US-amerikanischen Polarforschers Richard Evelyn Byrd fertigten Luftaufnahmen vom Berg an und kartierten ihn grob. Das Advisory Committee on Antarctic Names benannte ihn 1970 auf Byrds Vorschlag hin nach dem US-amerikanischen Farmer William Manger (1865–1928), dessen Familie im Besitz einer Hotelkette war, in der Byrds Expedition Büros und Unterkünfte zur Verfügung gestellt wurden.